# Balans (monolog)
Balans är en monolog skriven av P.C. Jersild. Den sattes upp första gången 1975 med Ernst-Hugo Järegård i rollen som en skådespelare som ska hålla en föreläsning på en gymnasieskola. Det är en mycket intelligent pjäs som tar upp problem som till exempel  jämställdhet, miljöförstörelse och balans men även meningen med livet.